# Roman Koestadintsjev
Roman Koestadintsjev (Russisch: Роман Кустадинчев; Beloretsjensk, 3 augustus 1995) is een Russisch wielrenner die anno 2018 rijdt voor DFT Team. In 2014 werd hij tweede op het Russisch kampioenschap tijdrijden voor beloften, achter Aleksandr Jevtoesjenko.

## Ploegen
- 2014 –  Russian Helicopters
- 2015 –  RusVelo
- 2016 –  Gazprom-RusVelo
- 2018 –  DFT Team (vanaf 16-4)

Andrejev · Antonov · Grigoriev · Jevtoesjenko · Koerbatov · Koestadintsjev · Komin · I. Kovaljov · J. Kovaljov · Leonov · Lobanov · Nytsj · Savitski · Sazanov · Tsjoersin · Zoebov
Arslanov · Balykin · Bojev · Firsanov · Foliforov · Ignatenko · Jersjov · Jevtoesjenko · Koerbatov · Koestadintsjev · Komin · Majkin · Nikolajev · Nytsj · Ovetsjkin · Pozdnijakov · Rybakov · Savitski · Serov · Solomennikov · Stasj
Arslanov · Bojev · Firsanov · Foliforov · Jersjov · Jevtoesjenko · Koerbatov · Koestadintsjev · Kolobnev · Majkin · Manakov · Nikolajev · Nytsj · Ovetsjkin · Rybalkin · Savitski · Serov · Sjaloenov · Solomennikov · Stasj · Svesjnikov · Zakarin
Aghdam · Alizadeh · Bahari · Cheraghi · Gharehbaghi Pouri · Hashemi · Jafarzadeh · Koestadintsjev · Mohammadiha · A. Nemati · S. Nemati · Parkley-Simpson · Pouresmaeil